# Zale configurata
Zale configurata là một loài bướm đêm trong họ Erebidae.